# Кларенс Тодд (тенісист)
Кларенс Тодд (англ. Clarence Todd; 17 травня 1892 — 30 березня 1973) — колишній австралійський тенісист.
Перемагав на турнірах Великого шолома в парному розряді.
Завершив кар'єру 1922 року.

## Фінали турнірів Великого шолома

### Парний розряд:1 перемога
| Результат | Рік  | Турнір                                 | Покриття | Партнер    | Суперники                | Рахунок            |
| --------- | ---- | -------------------------------------- | -------- | ---------- | ------------------------ | ------------------ |
| Перемога  | 1915 | Відкритий чемпіонат Австралії з тенісу | Трава    | Горас Райс | Ґордон Лоу Берт Ст. Джон | 8–6, 6–4, 7–9, 6–3 |